# 파이렌
파이렌(Pyrene)은 벤젠고리가 다이아몬드형으로 4개 있는 모양의 분자를 가진 방향족 탄화수소다.